# Labidocera bataviae
Labidocera bataviae is een eenoogkreeftjessoort uit de familie van de Pontellidae. De wetenschappelijke naam van de soort is voor het eerst geldig gepubliceerd in 1909 door Scott A..